# NGC 6274-2
NGC 6274-2 is een balkspiraalstelsel in het sterrenbeeld Hercules. Het hemelobject werd op 28 juni 1864 ontdekt door de Duitse astronoom Albert Marth.

## Synoniemen
- UGC 10643
- MCG 5-40-20
- ZWG 169.24
- KUG 1657+300B
- KCPG 503B
- PGC 59381